# Heteronemia dubia
Heteronemia dubia är en insektsart som först beskrevs av Andrew Nelson Caudell 1904.  Heteronemia dubia ingår i släktet Heteronemia och familjen Heteronemiidae. Inga underarter finns listade i Catalogue of Life.